# Animación de Corea del Sur
Animación de Corea del Sur, o aeni (en coreano: 애니 /ˈæni/) es animación dibujada a mano o generada por computadora originaria de Corea del Sur.

## Etimología
La palabra aeni proviene de la palabra inglesa "animación" escrita en alfabeto coreano (Hangeul), (en coreano: 애니메이션 aenimeisyeon), similar al japonés アニメーション (animēshon). Al igual que el anime, aenimeisyeon se acortó a aeni . Sin embargo, aeni generalmente se refiere a la animación japonesa en el uso coloquial,  aunque puede referirse a la animación coreana o a la animación en general. Para distinguirla de su contraparte japonesa, la animación coreana a menudo se llama hanguk aeni (한국 애니, animación coreana)  o guksan aeni (국산 애니, animación doméstica). 
Un término sinocoreano manhwa yeonghwa (hangul: 만화연화   ; Hanja : 漫畫映畫), un acrónimo de manhwa y el término coreano para película, también se utiliza como término general para toda la animación. 

## Historia
Los orígenes de la animación en Corea del Sur remontan a 1956 con el comercial de bebidas "OB Sinalco" y otro de dentífrico "Lucky Toothpaste" ambos para la estación de televisión HLKZ. Aunque existen registros de la creación de un personaje animado en 1936 anterior a la separación de Corea, llamado  'Gaekkum' (개꿈).
La primera película animada que no era un anuncio comercial fue un cortometraje de cinco minutos llamado La hormiga y el saltamontes" de 1961.
En 1967 se estrenó el primer largometraje de animación de Corea del Sur, Hong Kil-dong, acompañado de un puñado de películas animadas, incluyendo a Golden Iron Man (1968), la primera película de animación de ciencia ficción del país asiático.
La industria surcoreana de la animación atravesó un periodo de crisis a lo largo de la década de 2000. La depresión ante la realidad de ser una industria a la que Occidente sólo daba dibujos de fábrica empezaba a calar hondo. Esto sucedió tras la década de 1990, un periodo de crecimiento explosivo de la industria en el que los estudios coreanos obtenían la mayor parte de sus beneficios del mercado OEM, sobre todo de Estados Unidos o Japón.  Entre las series estadounidenses en las que trabajaron estudios surcoreanos entre los años 1980 y 1990, se encuentran Los Simpsons, Animaniacs, Pinky y Cerebro, X-men, Transformers y Batman, que fueron animados por el estudio AKOM.
En muchos sentidos, 2011 fue un brillante año de transición para la animación coreana, ya que los largometrajes de animación de producción propia por fin tuvieron éxito de taquilla en Corea del Sur, en lugar de enfrentarse al habitual fracaso financiero. En cuanto al mercado de exportación, empresas como Rough Draft Korea (RDK) siguieron consiguiendo nuevos contratos, por los que Rough Draft ha realizado el trabajo manual de más de 45 populares títulos de dibujos animados occidentales a lo largo de 16 años.. 
La animación surcoreana ha ganado popularidad en el este de Asia con el éxito de las series Pororo el pequeño pingüino y Origami Warriors en 2011, dejando a los fanáticos con ganas de descubrir más animaciones coreanas.  Año también del éxito en taquilla de la película animada coreana Lifi: una gallina tocada del ala.

## Premios internacionales
Los reconocimientos internacionales obtenidos por la animación surcoreana se encuentran, 
En los años 2002 y 2004, dos películas surcoreanas obtuvieron el premio a mejor largonmetraje animado en el Festival Internacional de Cine de Animación de Annecy,  las ganadoras fueron películas Mari Iyagi y Oseam.
En 2014, la película La chica satélite y el chico vaca, tuvo un gran recibimiento internacional ganando el premio a la mejor película animada en el Festival de Cine de Sitges, en España.

## Industria de la animación
Los contratos de animación de los estudios coreanos van desde contratos de colaboración/contribución menor, hasta la mayor parte del trabajo. La industria surcoreana de la animación puede considerarse dinámica, ya que hay más de cien estudios de animación. Aunque son sobre todo empresas surcoreanas las que contratan con estudios occidentales, también se subcontrata parte del trabajo a Corea del Norte. 

### Webtoonimation
Webtoonimation (웹투니메이션) es una combinación de webtoon y animación, y se refiere a la animación producida en base a series de webtoon. 
Hasta mediados de la década de 2010, la animación basada en webtoons no se producía adecuadamente. Sin embargo, en 2020 empiezan a producirse cambios en el mercado coreano de la animación y comienza la producción de animación basada en webtoons. 
En diciembre de 2022, se lanzó en Netflix una serie animada del popular webtoon Lookism y adaptaciones animadas de " Seasons of Blossom " (청춘블라썸), " The Boxer " (더 복서),  " Guardians of the Video Game " ( 전자오락수호대),  " Terror Man "(테러맨), " Nano List " (나노리스트), " Gosu " (고수), "House Keeper"(하우스키퍼) y " True Beauty " (여신강림). 

## Mercado
En 2010, según la Agencia Coreana de Contenido Creativo, la cuota de mercado coreano de personajes nacionales era de alrededor del 28% y el 72% restante correspondía a personajes extranjeros, como los de Japón y Estados Unidos. En 2012, los expertos predijeron que el tamaño total del mercado crecería hasta los ₩10 billones (equivalentes a ₩10.63 billones o 9.410 millones de dólares en 2017).  En 2014, la cuota de mercado de caracteres nacionales se disparó hasta el 40% y su valor en 2013 había alcanzado los ₩8 billones (equivalente a ₩8,4 billones o 7.430 millones de dólares en 2017).
Antes de la aparición de los personajes domésticos coreanos, los personajes que gozaban de popularidad provenían principalmente de Estados Unidos y Japón. 

## Estudios de Animación
- Anivision
- AKOM
- Cinepix
- CNK International
- Digital eMation
- Dong Woo Animation
- Dong Yang Animation
- DR Movie
- G&G Entertainment
- Grimsaem
- Hanho Heung-Up
- Heewon Entertainment
- Iconix Entertainment
- Rough Draft Studios
- Saerom Animation
- SAMG Entertainment
- Sei Young Animation
- Studio Kaab
- Studio Mir
- Studio N
- Sunmin Image Pictures
- Sunwoo Entertainment
- Team 5P

- Yearim

## Obras destacadas

### Películas
- La chica satélite y el chico vaca
- Lifi, una gallina tocada del ala
- Mi niña hermosa Mari ( Mari Iyagi)
- Oseam
- Pa-dak pa-dak
- Seoul Station

### Series
- Larva
- Lookism
- Pororo, el pequeño pingüino
- Pucca
- Space Gundam V
- Tayo the Little Bus
- True Beauty